# Пчёлкин, Леонид Аристархович
Леони́д Ариста́рхович Пчёлкин (настоящая фамилия — Глузман; 8 февраля 1924, Купино, Каинский уезд, Новониколаевская губерния — 25 сентября 2004, Москва) — советский и российский кинорежиссёр. Народный артист РСФСР (1984).

## Биография
С началом Великой Отечественной войны был с матерью Марией Иосифовной Глузман (1896—1969) и младшим братом Аркадием (1928) эвакуирован из Москвы в Свердловск. В 1941—1942 годах учился в Театральном училище имени Б. Щукина в Свердловске.
В сентябре 1942 года был призван в армию и направлен на учёбу в Ярославское миномётно-пулемётное училище.
В Ярославле познакомился с первой женой — актрисой Валентиной Исидоровной Шпагиной (1925—2007). По её воспоминаниям, настоящая фамилия кинорежиссёра — Глузман, а Пчёлкиным он стал после второго брака, взяв фамилию жены. 
В 1952 году окончил режиссёрский факультет ГИТИСа (мастерская Н. М. Горчакова). В 1952—1956 годах — режиссёр Харьковского русского театра имени А. Пушкина. В 1956—1959 годах — режиссёр киностудии «Мосфильм».
С 1959 года — режиссёр и секретарь парткома литературно-драматической редакции Центрального телевидения.
С 1992 года — художественный руководитель «Студии Сериал». С 1993 года — заведующий кафедрой режиссуры кино и телевидения Института современного искусства.
Скончался на 81-м году жизни 25 сентября 2004 года. Похоронен на Преображенском кладбище (13 уч.) в Москве рядом с матерью, женой и дочерью.

## Семья
- Первая жена (1944—1951[11]) — Валентина Сидоровна Глузман (по сцене Валентина Исидоровна Шпагина, 1925—2007), актриса Ярославского театра имени Волкова (впоследствии вышла замуж за народного артиста РСФСР Николая Кузьмина).
- Вторая жена — Р. И. Пчёлкина (1926—2007). Дочь — Елена Леонидовна Фугарова (Пчёлкина, 1957—2008), выпускница ГИТИСа (1980)[12].

## Награды и звания
- Орден «За заслуги перед Отечеством» IV степени (27 ноября 1995 года) — за заслуги перед государством и многолетнюю плодотворную деятельность в области культуры и искусства[13]
- Народный артист РСФСР (17 октября 1984 года) — за заслуги в области советского киноискусства[14]
- Заслуженный артист РСФСР (16 июля 1969 года) — за заслуги в области советского искусства[15].
- Лауреат премии «ТЭФИ-97»

## Творчество

### Художественное кино
- 1964 — Мать и мачеха
- 1967 — Крыжовник (короткометражный)
- 1967 — 1970 — Штрихи к портрету В. И. Ленина
- 1971 — Последний рейс «Альбатроса»
- 1974 — Моя судьба
- 1978 — Личное счастье
- 1979 — Активная зона
- 1982 — Кража
- 1983 — Поздняя любовь
- 1985 — Дети солнца
- 1987 — Дни и годы Николая Батыгина
- 1989 — Сердце не камень
- 1991 — Дело Сухово-Кобылина
- 1994 — 1998 — Петербургские тайны
- 2001 — Саломея

### Документальное кино
- 1980 — Композитор Гаврилин
- 1989 — Голос памяти

### Телевизионные спектакли
- 1960 — Пенсия
- 1962 — Шумят пороги Уэйкенго
- 1963 — Левашов
- 1963 — Рембрандт
- 1964 — Совесть не прощает
- 1966 — Лабиринт
- 1980 — Великая магия
- 1984 — Ошибка великого Васи Осокина
- 1997 — Обида

### Телеверсии театральных постановок
- 1971 — «Маленькие трагедии» А. С. Пушкина (спектакль Ленинградского театра драмы имени Пушкина)
- 1972 — «На дне» М. Горького (спектакль театра «Современник»)
- 1972 — «Последние» М. Горького (спектакль МХАТа)
- 1973 — «Балалайкин и К», по роману М. Е. Салтыкова-Щедрина «Современная идиллия» (спектакль театра «Современник»)
- 1974 — «Соло для часов с боем» О. Заградника (спектакль МХАТа)
- 1980 — «Антоний и Клеопатра» У. Шекспира (спектакль Театра имени Вахтангова)